# El Vapor (periódico)
El Vapor, subtitulado «periódico político, literario y mercantil de Cataluña», fue un periódico editado en Barcelona entre 1833 y 1837.

## Historia
Su primer ejemplar apareció el 27 de marzo de 1833. Desde el n.º 1 y hasta mayo de 1834 se publicaba tres veces a la semana, entre junio de 1834 y diciembre del mismo año, su publicación pasó a ser de cuatro veces a la semana, para finalmente editarse diariamente desde enero de 1835 hasta su desaparición. Fue un periódico de tendencia liberal que tuvo gran acogida entre la población. Su contenido era político, mercantil y literario.
El 24 de agosto de 1833, publicó el poema «Oda a la Patria» de Buenaventura Carlos Aribau, uno de los miembros del movimiento cultural catalán de la Renaixença.
En El Vapor colaboraron como ilustradores Leonardo Alenza (1807-1845), Vicente Castelló (1815-1872), Antonio María Esquivel (1806-1857), Federico Madrazo (1815-1894), Francisco Javier Parcerisa (1803-1876) o Genaro Pérez Villamil (1807-1854).